# سنترفیلد (یوتا)
سنترفیلد (به انگلیسی: Centerfield) شهری در ایالت یوتا کشور ایالات متحده آمریکا است که جمعیت آن در سرشماری سال ۲۰۱۰ میلادی، ۱٬۳۶۷ نفر بوده‌است.